# هنتر غريني
هنتر غريني (بالإنجليزية: Hunter Greene)‏ هو محامي وقاضي وسياسي أمريكي، ولد في 1 يوليو 1966 في شريفبورت في الولايات المتحدة. حزبياً، نشط في الحزب الجمهوري. وقد انتخب عضو مجلس نواب لويزيانا.